# Списък на спътници Космос (1251-1500)

## 1981
- Космос 1251 (dtto) Стрела-1M COMM
- Космос 1252 (dtto) Стрела-1M COMM
- Космос 1253 (dtto) Стрела-1M COMM
- Космос 1254 (dtto) Стрела-1M COMM
- Космос 1255 (dtto) Стрела-1M COMM
- Космос 1256 (dtto) Стрела-1M COMM
- Космос 1257 (dtto) Стрела-1M COMM
- Космос 1258 (март 14) IS
- Космос 1259 (март 17) Зенит-6 фоторазузнавателен спътник
- Космос 1260 (март 20) US-P SIGINT/EORSAT
- Космос 1261 (март 31) Око система за ранно предупреждение
- Космос 1262 (април 7) Зенит-6 фоторазузнавателен спътник
- Космос 1263 (април 9) Вектор
- Космос 1264 (април 15) Зенит-6 фоторазузнавателен спътник
- Космос 1265 (април 16) Зенит-6 фоторазузнавателен спътник
- Космос 1266 (април 21) US-A RORSAT
- Космос 1267 (април 25) TKS No. 16301
- Космос 1267 VA (dtto) TKS VA No. 0103/3 TKS spacecraft
- Космос 1268 (април 28) Зенит-6 фоторазузнавателен спътник
- Космос 1269 (май 7) Стрела-2 COMM
- Космос 1270 (май 18) Феникс No. 980 фоторазузнавателен спътник
- Космос 1271 (май 19) Целина-D SIGINT
- Космос 1272 (май 21) Зенит-6 фоторазузнавателен спътник
- Космос 1273 (май 22) Фрам фоторазузнавателен спътник/natural resources
- Космос 1274 (юни 3) Феникс No. 942 фоторазузнавателен спътник
- Космос 1275 (юни 4) Парус
- Космос 1276 (юни 16) Фрам фоторазузнавателен спътник/natural resources
- Космос 1277 (юни 17) Зенит-6 фоторазузнавателен спътник
- Космос 1278 (юни 19) Око система за ранно предупреждение
- Космос 1279 (юли 1) Зенит-6 фоторазузнавателен спътник
- Космос 1280 (юли 2) Ресурс-F1 17F41 No. 15
- Космос 1281 (юли 7) Зенит-6 фоторазузнавателен спътник
- Космос 1282 (юли 15) Феникс No. 951 фоторазузнавателен спътник
- Космос 1283 (юли 17) Зенит-6 фоторазузнавателен спътник
- Космос 1284 (юли 29) Зенит-6 фоторазузнавателен спътник
- Космос 1285 (август 4) Око система за ранно предупреждение
- Космос 1286 (август 4) US-P SIGINT/EORSAT
- Космос 1287 (август 6) Стрела-1M COMM
- Космос 1288 (dtto) Стрела-1M COMM
- Космос 1289 (dtto) Стрела-1M COMM
- Космос 1290 (dtto) Стрела-1M COMM
- Космос 1291 (dtto) Стрела-1M COMM
- Космос 1292 (dtto) Стрела-1M COMM
- Космос 1293 (dtto) Стрела-1M COMM
- Космос 1294 (dtto) Стрела-1M COMM
- Космос 1295 (август 12) Парус
- Космос 1296 (август 13) Феникс No. 943 фоторазузнавателен спътник
- Космос 1297 (август 18) Зенит-6 фоторазузнавателен спътник
- Космос 1298 (август 21) Кобальт
- Космос 1299 (август 24) US-A RORSAT
- Космос 1300 (август 24) Целина-D SIGINT
- Космос 1301 (август 27) Ресурс-F1 17F41 No. 16
- Космос 1302 (август 28) Стрела-2 COMM
- Космос 1303 (септември 4) Зенит-6 фоторазузнавателен спътник
- Космос 1304 (септември 4) Цикада
- Космос 1305 (септември 11) Молния-3 No. 28
- Космос 1306 (септември 14) US-P SIGINT/EORSAT
- Космос 1307 (септември 15) Зенит-6 фоторазузнавателен спътник
- Космос 1308 (септември 18) Парус
- Космос 1309 (септември 18) Орион
- Космос 1310 (септември 23) Вектор
- Космос 1311 (септември 28) Ромб
- Космос 1311 SS 1 (dtto) ESO
- Космос 1311 SS 2 (dtto) ESO
- Космос 1311 SS 3 (dtto) ESO
- Космос 1311 SS 4 (dtto) ESO
- Космос 1311 SS 5 (dtto) ESO
- Космос 1311 SS 6 (dtto) ESO
- Космос 1311 SS 7 (dtto) ESO
- Космос 1311 SS 8 (dtto) ESO
- Космос 1311 SS 9 (dtto) ESO
- Космос 1311 SS 10 (dtto) ESO
- Космос 1311 SS 11 (dtto) ESO
- Космос 1311 SS 12 (dtto) ESO
- Космос 1311 SS 13 (dtto) ESO
- Космос 1311 SS 14 (dtto) ESO
- Космос 1311 SS 15 (dtto) ESO
- Космос 1311 SS 16 (dtto) ESO
- Космос 1311 SS 17 (dtto) ESO
- Космос 1311 SS 18 (dtto) ESO
- Космос 1311 SS 19 (dtto) ESO
- Космос 1311 SS 20 (dtto) ESO
- Космос 1311 SS 21 (dtto) ESO
- Космос 1311 SS 22 (dtto) ESO
- Космос 1311 SS 23 (dtto) ESO
- Космос 1311 SS 24 (dtto) ESO
- Космос 1312 (септември 30) Мусон No. 12
- Космос 1313 (октомври 1) Зенит-6 фоторазузнавателен спътник
- Космос 1314 (октомври 9) Фрам фоторазузнавателен спътник/natural resources
- Космос 1315 (октомври 13) Целина-D SIGINT
- Космос 1316 (октомври 15) Зенит-6 фоторазузнавателен спътник
- Космос 1317 (октомври 31) Око система за ранно предупреждение
- Космос 1318 (нов 3) Феникс No. 944 фоторазузнавателен спътник
- Космос 1319 (нов 13) Зенит-6 фоторазузнавателен спътник
- Космос 1320 (нов 28) Стрела-1M COMM
- Космос 1321 (dtto) Стрела-1M COMM
- Космос 1322 (dtto) Стрела-1M COMM
- Космос 1323 (dtto) Стрела-1M COMM
- Космос 1324 (dtto) Стрела-1M COMM
- Космос 1325 (dtto) Стрела-1M COMM
- Космос 1326 (dtto) Стрела-1M COMM
- Космос 1327 (dtto) Стрела-1M COMM
- Космос 1328 (декември 3) Целина-D SIGINT
- Космос 1329 (декември 4) Зенит-6 фоторазузнавателен спътник
- Космос 1330 (декември 19) Феникс No. 952 фоторазузнавателен спътник

## 1982
- Космос 1331 (януари 7) Стрела-2 COMM
- Космос 1332 (януари 12) Орион
- Космос 1333 (януари 14) Парус
- Космос 1334 (януари 20) Зенит-6 фоторазузнавателен спътник
- Космос 1335 (януари 29) Ромб
- Космос 1335 SS 1 (dtto) ESO
- Космос 1335 SS 2 (dtto) ESO
- Космос 1335 SS 3 (dtto) ESO
- Космос 1335 SS 4 (dtto) ESO
- Космос 1335 SS 5 (dtto) ESO
- Космос 1335 SS 6 (dtto) ESO
- Космос 1335 SS 7 (dtto) ESO
- Космос 1335 SS 8 (dtto) ESO
- Космос 1335 SS 9 (dtto) ESO
- Космос 1335 SS 11 (dtto) ESO
- Космос 1335 SS 12 (dtto) ESO
- Космос 1335 SS 13 (dtto) ESO
- Космос 1335 SS 14 (dtto) ESO
- Космос 1335 SS 15 (dtto) ESO
- Космос 1335 SS 16 (dtto) ESO
- Космос 1335 SS 17 (dtto) ESO
- Космос 1335 SS 18 (dtto) ESO
- Космос 1335 SS 19 (dtto) ESO
- Космос 1335 SS 20 (dtto) ESO
- Космос 1335 SS 21 (dtto) ESO
- Космос 1335 SS 22 (dtto) ESO
- Космос 1335 SS 10 (dtto) ESO
- Космос 1335 SS 23 (dtto) ESO
- Космос 1335 SS 24 (dtto) ESO
- Космос 1336 (януари 30) Феникс No. 953 фоторазузнавателен спътник
- Космос 1337 (февруари 11) US-P SIGINT/EORSAT
- Космос 1338 (февруари 16) Зенит-6 фоторазузнавателен спътник
- Космос 1339 (февруари 17) Цикада
- Космос 1340 (февруари 19) Целина-D SIGINT
- Космос 1341 (март 3) Око система за ранно предупреждение
- Космос 1342 (март 5) Зенит-6 фоторазузнавателен спътник
- Космос 1343 (март 17) Зенит-6 фоторазузнавателен спътник
- Космос 1344 (март 24) Парус
- Космос 1345 (март 31) Целина-O SIGINT – last of the Целина-O
- Космос 1346 (март 31) Целина-D SIGINT
- Космос 1347 (април 2) Кобальт
- Космос 1348 (април 7) Око система за ранно предупреждение
- Космос 1349 (април 8) Парус
- Космос 1350 (април 15) Феникс No. 978 фоторазузнавателен спътник
- Космос 1351 (април 21) Ромб
- Космос 1351 SS 1 (dtto) ESO
- Космос 1351 SS 2 (dtto) ESO
- Космос 1351 SS 3 (dtto) ESO
- Космос 1351 SS 4 (dtto) ESO
- Космос 1351 SS 5 (dtto) ESO
- Космос 1351 SS 6 (dtto) ESO
- Космос 1351 SS 7 (dtto) ESO
- Космос 1351 SS 8 (dtto) ESO
- Космос 1351 SS 9 (dtto) ESO
- Космос 1351 SS 10 (dtto) ESO
- Космос 1351 SS 11 (dtto) ESO
- Космос 1351 SS 12 (dtto) ESO
- Космос 1351 SS 13 (dtto) ESO
- Космос 1351 SS 14 (dtto) ESO
- Космос 1351 SS 15 (dtto) ESO
- Космос 1351 SS 16 (dtto) ESO
- Космос 1351 SS 17 (dtto) ESO
- Космос 1351 SS 18 (dtto) ESO
- Космос 1351 SS 19 (dtto) ESO
- Космос 1351 SS 20 (dtto) ESO
- Космос 1351 SS 21 (dtto) ESO
- Космос 1351 SS 22 (dtto) ESO
- Космос 1351 SS 23 (dtto) ESO
- Космос 1351 SS 24 (dtto) ESO
- Космос 1352 (април 21) Зенит-6 фоторазузнавателен спътник
- Космос 1353 (април 23) Фрам фоторазузнавателен спътник/natural resources
- Космос 1354 (април 28) Стрела-2 COMM
- Космос 1355 (април 29) US-P SIGINT/EORSAT
- Космос 1356 (май 5) Целина-D SIGINT
- Космос 1357 (май 6) Стрела-1M COMM
- Космос 1358 (dtto) Стрела-1M COMM
- Космос 1359 (dtto) Стрела-1M COMM
- Космос 1360 (dtto) Стрела-1M COMM
- Космос 1361 (dtto) Стрела-1M COMM
- Космос 1362 (dtto) Стрела-1M COMM
- Космос 1363 (dtto) Стрела-1M COMM
- Космос 1364 (dtto) Стрела-1M COMM
- Космос 1365 (май 14) US-A RORSAT
- Космос 1366 (май 17) Гейзер No. 11L
- Космос 1367 (май 20) Око система за ранно предупреждение
- Космос 1368 (май 21) Зенит-6 фоторазузнавателен спътник
- Космос 1369 (май 25) Ресурс-F1 17F41 No. 17
- Космос 1370 (май 28) Силует No. 2
- Космос 1371 (юни 1) Стрела-2 COMM
- Космос 1372 (юни 1) US-A RORSAT
- Космос 1373 (юни 2) Зенит-6 фоторазузнавателен спътник
- Космос 1374 (юни 3) BOR-4 No. 404
- Космос 1375 (юни 6) Лира
- Космос 1376 (юни 8) Ресурс-F1 17F41 No. 18
- Космос 1377 (юни 8) Октан No. 215
- Космос 1378 (юни 10) Целина-D SIGINT
- Космос 1379 (юни 18) IS-P Uran
- Космос 1380 (юни 18) Парус
- Космос 1381 (юни 18) Зенит-6 фоторазузнавателен спътник
- Космос 1382 (юни 25) Око система за ранно предупреждение
- Космос 1383 (юни 29) Надежда 11F643N No. 514
- Космос 1384 (юни 30) Феникс No. 954 фоторазузнавателен спътник
- Космос 1385 (юли 6) Зенит-6 фоторазузнавателен спътник
- Космос 1386 (юли 7) Парус
- Космос 1387 (юли 13) Фрам фоторазузнавателен спътник/natural resources
- Космос 1388 (юли 21) Стрела-1M COMM
- Космос 1389 (dtto) Стрела-1M COMM
- Космос 1390 (dtto) Стрела-1M COMM
- Космос 1391 (dtto) Стрела-1M COMM
- Космос 1392 (dtto) Стрела-1M COMM
- Космос 1393 (dtto) Стрела-1M COMM
- Космос 1394 (dtto) Стрела-1M COMM
- Космос 1395 (dtto) Стрела-1M COMM
- Космос 1396 (юли 27) Зенит-6 фоторазузнавателен спътник
- Космос 1397 (юли 29) Ромб
- Космос 1397 SS 1 (dtto) ESO
- Космос 1397 SS 2 (dtto) ESO
- Космос 1397 SS 3 (dtto) ESO
- Космос 1397 SS 4 (dtto) ESO
- Космос 1397 SS 5 (dtto) ESO
- Космос 1397 SS 6 (dtto) ESO
- Космос 1397 SS 7 (dtto) ESO
- Космос 1397 SS 8 (dtto) ESO
- Космос 1397 SS 9 (dtto) ESO
- Космос 1397 SS 10 (dtto) ESO
- Космос 1397 SS 11 (dtto) ESO
- Космос 1397 SS 12 (dtto) ESO
- Космос 1397 SS 13 (dtto) ESO
- Космос 1397 SS 14 (dtto) ESO
- Космос 1397 SS 15 (dtto) ESO
- Космос 1397 SS 16 (dtto) ESO
- Космос 1397 SS 17 (dtto) ESO
- Космос 1397 SS 18 (dtto) ESO
- Космос 1397 SS 19 (dtto) ESO
- Космос 1397 SS 20 (dtto) ESO
- Космос 1397 SS 21 (dtto) ESO
- Космос 1397 SS 22 (dtto) ESO
- Космос 1397 SS 23 (dtto) ESO
- Космос 1397 SS 24 (dtto) ESO
- Космос 1398 (август 3) Орион
- Космос 1399 (август 4) Октан No. 216
- Космос 1400 (август 5) Целина-D SIGINT
- Космос 1401 (август 20) Ресурс-F1 17F41 No. 19
- Космос 1402 (август 30) US-A RORSAT – failed nuclear power cell fell into the Atlantic
- Космос 1403 (септември 1) Зенит-6 фоторазузнавателен спътник
- Космос 1404 (септември 1) Зенит-6 фоторазузнавателен спътник
- Космос 1405 (септември 4) US-P SIGINT/EORSAT
- Космос 1406 (септември 8) Фрам фоторазузнавателен спътник/natural resources
- Космос 1407 (септември 15) Феникс No. 955 фоторазузнавателен спътник
- Космос 1408 (септември 16) Целина-D SIGINT
- Космос 1409 (септември 22) Око система за ранно предупреждение
- Космос 1410 (септември 24) Мусон No. 13
- Космос 1411 (септември 30) Зенит-6 фоторазузнавателен спътник
- Космос 1412 (октомври 2) US-A RORSAT
- Космос 1413 (октомври 12) Ураган No. 11L GLONASS|GLONASS test
- Космос 1414 (dtto) Ураган GVM GLONASS
- Космос 1415 (dtto) Ураган GVM GLONASS
- Космос 1416 (октомври 14) Зенит-6 фоторазузнавателен спътник
- Космос 1417 (октомври 19) Парус
- Космос 1418 (октомври 21) Тайфун-1B
- Космос 1419 (нов 2) Зенит-6 фоторазузнавателен спътник
- Космос 1420 (нов 11) Стрела-2 COMM
- Космос 1421 (нов 18) Зенит-6 фоторазузнавателен спътник
- Космос 1422 (декември 3) Зенит-6 фоторазузнавателен спътник
- Космос 1423 (декември 8) Молния-1 No. 49
- Космос 1424 (декември 16) Октан No. 217
- Космос 1425 (декември 23) Зенит-6 фоторазузнавателен спътник
- Космос 1426 (декември 28) Терилен
- Космос 1427 (декември 29) Тайфун-1B

## 1983
- Космос 1428 (януари 12) Парус
- Космос 1429 (януари 19) Стрела-1M COMM
- Космос 1430 (dtto) Стрела-1M COMM
- Космос 1431 (dtto) Стрела-1M COMM
- Космос 1432 (dtto) Стрела-1M COMM
- Космос 1433 (dtto) Стрела-1M COMM
- Космос 1434 (dtto) Стрела-1M COMM
- Космос 1435 (dtto) Стрела-1M COMM
- Космос 1436 (dtto) Стрела-1M COMM
- Космос 1437 (януари 20) Целина-D SIGINT
- Космос 1438 (януари 27) Зенит-6 фоторазузнавателен спътник
- Космос 1439 (февруари 6) Феникс No. 956 фоторазузнавателен спътник
- Космос 1440 (февруари 10) Ресурс-F1 17F41 No. 20
- Космос 1441 (февруари 16) Целина-D SIGINT
- Космос 1442 (февруари 25) Октан No. 248
- Космос 1443 (март 2) TKS-M No. 16401
- Космос 1443 VA (dtto) TKS VA No. 0103/1?
- Космос 1444 (март 2) Зенит-6 фоторазузнавателен спътник
- Космос 1445 (март 15) BOR-4 No. 403
- Космос 1446 (март 16) Зенит-6 фоторазузнавателен спътник
- Космос 1447 (март 24) Надежда 11F643N No. 530
- Космос 1448 (март 30) Парус
- Космос 1449 (март 31) Зенит-6 фоторазузнавателен спътник
- Космос 1450 (април 6) Вектор
- Космос 1451 (април 8) Зенит-6 фоторазузнавателен спътник
- Космос 1452 (април 12) Стрела-2 COMM
- Космос 1453 (април 19) Ромб
- Космос 1453 SS 1 (dtto) ESO
- Космос 1453 SS 2 (dtto) ESO
- Космос 1453 SS 3 (dtto) ESO
- Космос 1453 SS 4 (dtto) ESO
- Космос 1453 SS 5 (dtto) ESO
- Космос 1453 SS 6 (dtto) ESO
- Космос 1453 SS 7 (dtto) ESO
- Космос 1453 SS 8 (dtto) ESO
- Космос 1453 SS 9 (dtto) ESO
- Космос 1453 SS 10 (dtto) ESO
- Космос 1453 SS 11 (dtto) ESO
- Космос 1453 SS 12 (dtto) ESO
- Космос 1453 SS 13 (dtto) ESO
- Космос 1453 SS 14 (dtto) ESO
- Космос 1453 SS 15 (dtto) ESO
- Космос 1453 SS 16 (dtto) ESO
- Космос 1453 SS 17 (dtto) ESO
- Космос 1453 SS 18 (dtto) ESO
- Космос 1453 SS 19 (dtto) ESO
- Космос 1453 SS 20 (dtto) ESO
- Космос 1453 SS 21 (dtto) ESO
- Космос 1453 SS 22 (dtto) ESO
- Космос 1453 SS 23 (dtto) ESO
- Космос 1453 SS 24 (dtto) ESO
- Космос 1454 (април 22) Феникс No. 957 фоторазузнавателен спътник
- Космос 1455 (април 23) Целина-D SIGINT
- Космос 1456 (април 25) Око система за ранно предупреждение
- Космос 1457 (април 26) Октан No. 214
- Космос 1458 (април 28) Фрам фоторазузнавателен спътник/natural resources
- Космос 1459 (май 6) Парус
- Космос 1460 (май 6) Зенит-6 фоторазузнавателен спътник
- Космос 1461 (май 7) US-P SIGINT/EORSAT
- Космос 1462 (май 17) Ресурс-F1 17F41 No. 21
- Космос 1463 (май 19) Тайфун-1B
- Космос 1464 (май 24) Парус
- Космос 1465 (май 26) Ромб
- Космос 1465 SS 1 (dtto) ESO
- Космос 1465 SS 2 (dtto) ESO
- Космос 1465 SS 3 (dtto) ESO
- Космос 1465 SS 4 (dtto) ESO
- Космос 1465 SS 5 (dtto) ESO
- Космос 1465 SS 6 (dtto) ESO
- Космос 1465 SS 7 (dtto) ESO
- Космос 1465 SS 8 (dtto) ESO
- Космос 1465 SS 9 (dtto) ESO
- Космос 1465 SS 10 (dtto) ESO
- Космос 1465 SS 11 (dtto) ESO
- Космос 1465 SS 12 (dtto) ESO
- Космос 1465 SS 13 (dtto) ESO
- Космос 1465 SS 14 (dtto) ESO
- Космос 1465 SS 15 (dtto) ESO
- Космос 1465 SS 16 (dtto) ESO
- Космос 1465 SS 17 (dtto) ESO
- Космос 1465 SS 18 (dtto) ESO
- Космос 1465 SS 19 (dtto) ESO
- Космос 1465 SS 20 (dtto) ESO
- Космос 1465 SS 21 (dtto) ESO
- Космос 1465 SS 22 (dtto) ESO
- Космос 1465 SS 23 (dtto) ESO
- Космос 1465 SS 24 (dtto) ESO
- Космос 1466 (май 26) Октан No. 250
- Космос 1467 (май 31) Зенит-6 фоторазузнавателен спътник
- Космос 1468 (юни 7) Ресурс-F1 17F41 No. 22
- Космос 1469 (юни 14) Зенит-6 фоторазузнавателен спътник
- Космос 1470 (юни 22) Целина-D SIGINT
- Космос 1471 (юни 28) Феникс No. 958 фоторазузнавателен спътник
- Космос 1472 (юли 5) Зенит-6 фоторазузнавателен спътник
- Космос 1473 (юли 6) Стрела-1M COMM
- Космос 1474 (dtto) Стрела-1M COMM
- Космос 1475 (dtto) Стрела-1M COMM
- Космос 1476 (dtto) Стрела-1M COMM
- Космос 1477 (dtto) Стрела-1M COMM
- Космос 1478 (dtto) Стрела-1M COMM
- Космос 1479 (dtto) Стрела-1M COMM
- Космос 1480 (dtto) Стрела-1M COMM
- Космос 1481 (юли 8) Око система за ранно предупреждение
- Космос 1482 (юли 13) Зенит-6 фоторазузнавателен спътник
- Космос 1483 (юли 20) Ресурс-F1 17F41 No. 23
- Космос 1484 (юли 24) Ресурс-OE No. 3-2
- Космос 1485 (юли 26) Зенит-6 фоторазузнавателен спътник
- Космос 1486 (август 3) Стрела-2 COMM
- Космос 1487 (август 5) Ресурс-F1 17F41 No. 25
- Космос 1488 (август 9) Зенит-6 фоторазузнавателен спътник
- Космос 1489 (август 10) Октан No. 252
- Космос 1490 (август 10) Ураган No. 12L GLONASS
- Космос 1491 (dtto) Ураган No. 13L GLONASS
- Космос 1492 (dtto) Ураган GVM GLONASS
- Космос 1493 (август 23) Зенит-6 фоторазузнавателен спътник
- Космос 1494 (август 31) Ромб
- Космос 1494 SS 1 (dtto) ESO
- Космос 1494 SS 2 (dtto) ESO
- Космос 1494 SS 3 (dtto) ESO
- Космос 1494 SS 4 (dtto) ESO
- Космос 1494 SS 5 (dtto) ESO
- Космос 1494 SS 6 (dtto) ESO
- Космос 1494 SS 7 (dtto) ESO
- Космос 1494 SS 8 (dtto) ESO
- Космос 1494 SS 9 (dtto) ESO
- Космос 1494 SS 10 (dtto) ESO
- Космос 1494 SS 11 (dtto) ESO
- Космос 1494 SS 12 (dtto) ESO
- Космос 1494 SS 13 (dtto) ESO
- Космос 1494 SS 14 (dtto) ESO
- Космос 1494 SS 15 (dtto) ESO
- Космос 1494 SS 16 (dtto) ESO
- Космос 1494 SS 17 (dtto) ESO
- Космос 1494 SS 18 (dtto) ESO
- Космос 1494 SS 19 (dtto) ESO
- Космос 1494 SS 20 (dtto) ESO
- Космос 1494 SS 21 (dtto) ESO
- Космос 1494 SS 22 (dtto) ESO
- Космос 1494 SS 23 (dtto) ESO
- Космос 1494 SS 24 (dtto) ESO
- Космос 1495 (септември 3) Фрам фоторазузнавателен спътник/natural resources
- Космос 1496 (септември 7) Октан No. 251
- Космос 1497 (септември 9) Зенит-6 фоторазузнавателен спътник
- Космос 1498 (септември 14) Ресурс-F1 17F41 No. 24
- Космос 1499 (септември 17) Зенит-6 фоторазузнавателен спътник
- Космос 1500 (септември 28) Okean-OE NKhM No. 1